# Legering

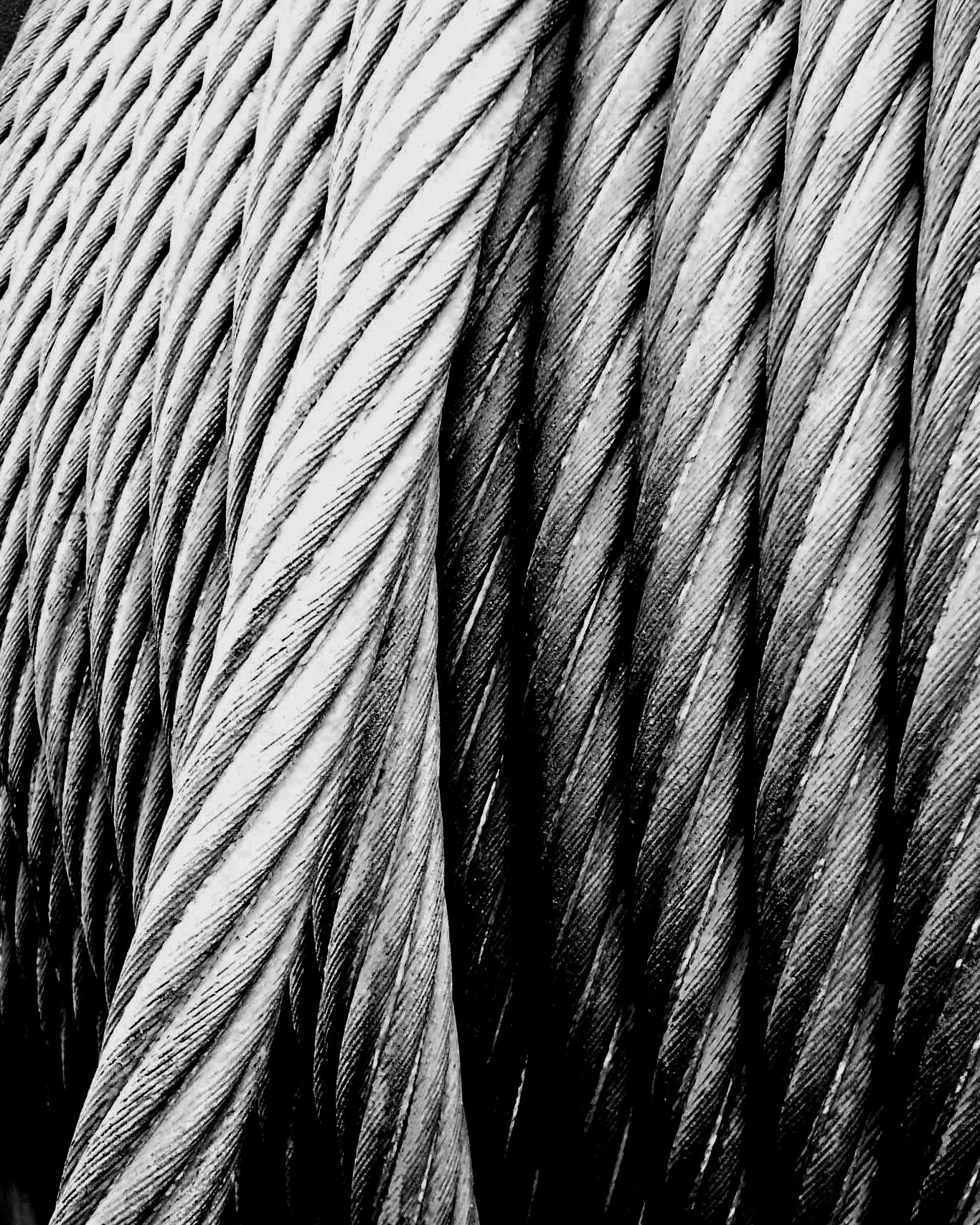
Stål är en legering mellan järn och kol.

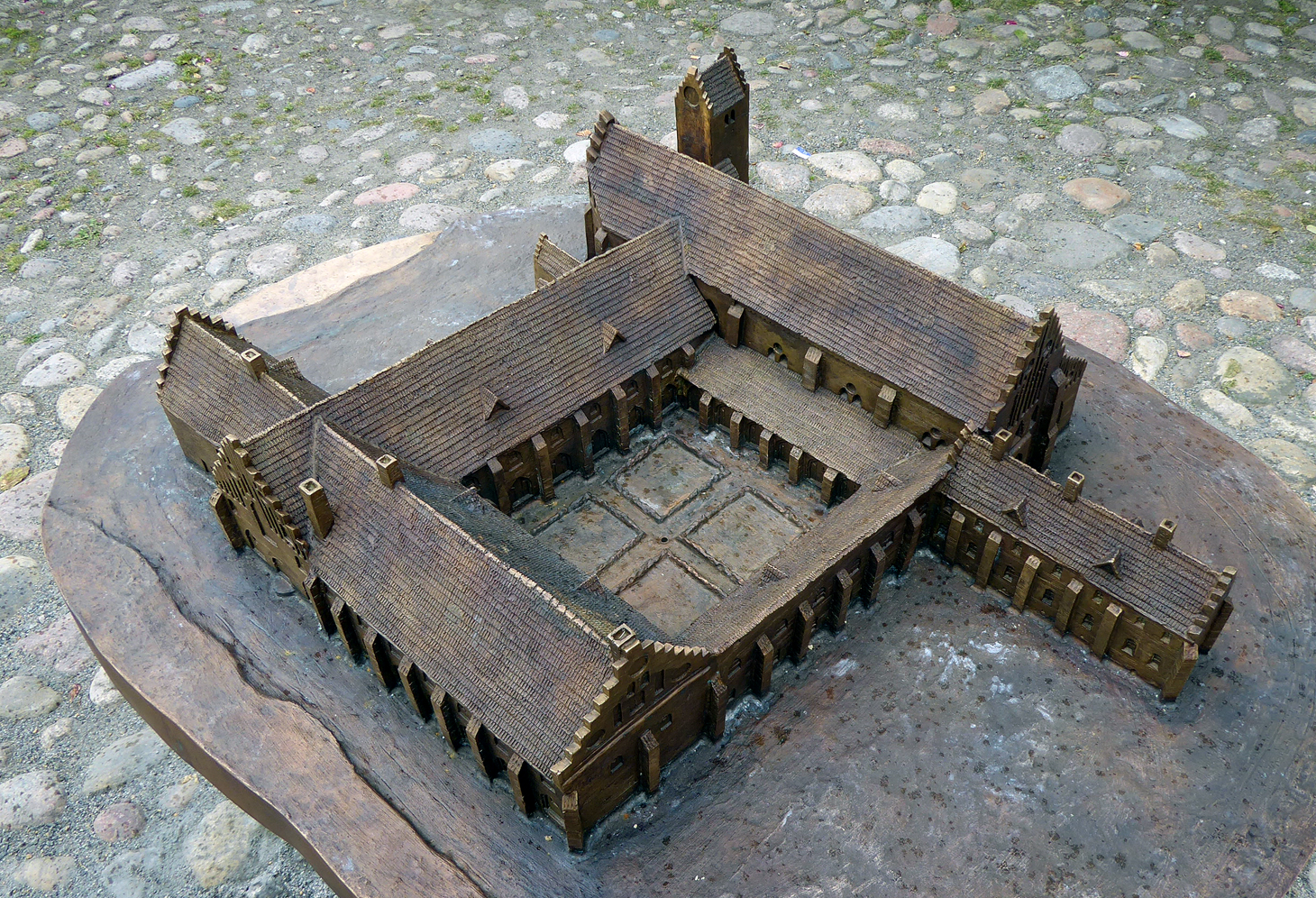
Brons är en legering av koppar och tenn, brons är en vanlig metall vid gjutning av konstverk.

En legering (av legera, av latin ligare, ’binda ihop’, ’förena’) är ett material med metalliska egenskaper vilket består av två eller flera grundämnen (legeringskomponenter), varav minst ett är metall. Även en blandning av två eller flera polymera material kan ibland kallas för en polymer legering.
En metallegering syftar oftast på en baskomponent (till exempel aluminium, bly, järn, koppar eller tenn). Till baskomponenten sätts sedan ett eller flera legeringselement (legeringsämnen) som kan vara såväl metaller som icke-metaller. Legeringar framställs vanligen genom att de olika komponenterna blandas i form av smältor. Legeringar kan dock även framställas genom till exempel pressning och sintring av pulverformiga ämnen, eller genom mekanisk bearbetning av material. Ofta räcker små mängder av tillsatsämnen, eller mindre variationer av proportionerna hos de ingående ämnena, för att ge stora ändringar av legeringens egenskaper.
Legeringar har mycket stor teknisk betydelse och har använts av människan i tusentals år (till exempel brons). I konstruktionssammanhang används så gott som alltid legeringar. Rena metaller är vanligtvis för mjuka och saknar nödvändig styrka för praktisk användning. I en legering däremot, kan både hårdheten och styrkan ökas, dessutom kan korrosionsbeständighet och gjutbarhet samt elektriska och magnetiska egenskaper påverkas, som i till exempel rosttrögt stål (ofta oegentligt kallat rostfritt stål), där krom tillförs en järn-nickellegering och därigenom minskas korrosionsangreppen vid vatten- och luftkontakt.
En tekniskt viktig grupp är systemet tenn/bly (se lödning), som kan tas som exempel på vad som händer när halterna av basämnena varieras. Tekniskt rent bly har smältpunkten 327 °C och tekniskt rent tenn smältpunkten 234 °C. Dessa metaller är ömsesidigt lösliga i varandra. Om temperaturen är tillräckligt hög smälter såväl blyet som tennet. Tillsättes mer av det ena ämnet så löses det i det andra intill en viss gräns, tills lösningen blivit mättad. För ett visst blandningsförhållande råder balans, då bägge ämnena innehåller en mättad lösning av den andra. Detta är den eutektiska blandningen, vilket innebär att systemets lägsta smälttemperatur har nåtts. Tabellen nedan illustrerar förloppet:
| Tenn %             | 100 | 90  | 80  | 75  | 70  | 63  | 60  | 50  | 40  | 30  | 25  | 20  | 15  | 10  | 5   | 0   |
| Bly %              | 0   | 10  | 20  | 25  | 30  | 37  | 40  | 50  | 60  | 70  | 75  | 80  | 85  | 90  | 95  | 100 |
| Smälttemperatur °C | 234 | 220 | 207 | 200 | 193 | 183 | 189 | 212 | 234 | 258 | 269 | 281 | 292 | 304 | 315 | 327 |